# Santa Maria della Concezione a Montecalvario
Santa Maria della Concezione a Montecalvario je crkva u središnjem Napulju, u južnoj Italiji. Osnovana kao mala crkva 1579. godine, bila je priključena susjednom samostanu i školi Concezione. Nalazi se na ulici via Concezione a Montecalvario 32.
Od 1718. do 1725. Domenico Antonio Vaccaro u suradnji s inženjerima Giuseppeom Luccheseom Prezzolinijem i Filippom Marinellijem rekonstruirao je crkvu. Njegovo uređenje datira iz 1724. godine. Godine 1889. kompleks je zatvoren zbog strukturalne nestabilnosti. Do kraja 19. stoljeća došao je pod jurisdikciju Collegi Riuniti, a 1916. dodijeljen je zauvijek Arhikonbratovštini Santissimo Corpo di Cristo, dok su kolegij i vrt dani Komuni Napulja. Godine 1928. učilište je srušeno i izgrađena je škola.
U krugu vrta 1960. godine izgrađen je porodiljni zavod. Godine 1978. izvršena je daljnja restauracija pod Loreto Colombom, no crkva je ponovno oštećena potresom u Irpiniji 1980., a radovi su nastavljeni do 1987.
Unutrašnjost ima tlocrt grčkog križa. Kupola je ukrašena štukaturama Giuseppea Cristiana. Glavni oltar i pločnik od majolike dizajnirao je Vaccaro. Okružen je heraldičkim simbolima obitelji Mercurio. Kip iz 16. stoljeća prikazuje Bezgrješno začeće. Kapele imaju slike Vaccara, Tommasa Martinija i Nicole Marije Rossija. Braća Vaccaro dovršila su i pločnik od majolike.

## Vanjske poveznice
|  | Zajednički poslužitelj ima još gradiva o temi Santa Maria della Concezione a Montecalvario |